# جورج آرثر بنجامين هال
جورج آرثر بنجامين هال هو سياسي كندي، ولد في 29 أكتوبر 1868، وتوفي في 5 نوفمبر 1948.